# Bergen (film)
Bergen è un mediometraggio documentario del 1943, diretto da Harry Ivarson. 